# اس‌ام یو-۱۳۸
اس‌ام یو-۱۳۸ (به انگلیسی: SM U-138) یک زیردریایی است که طول آن 70.60 m (overall) می‌باشد. این زیردریایی در سال ۱۹۱۷ ساخته شد.